# Dominik Eulberg

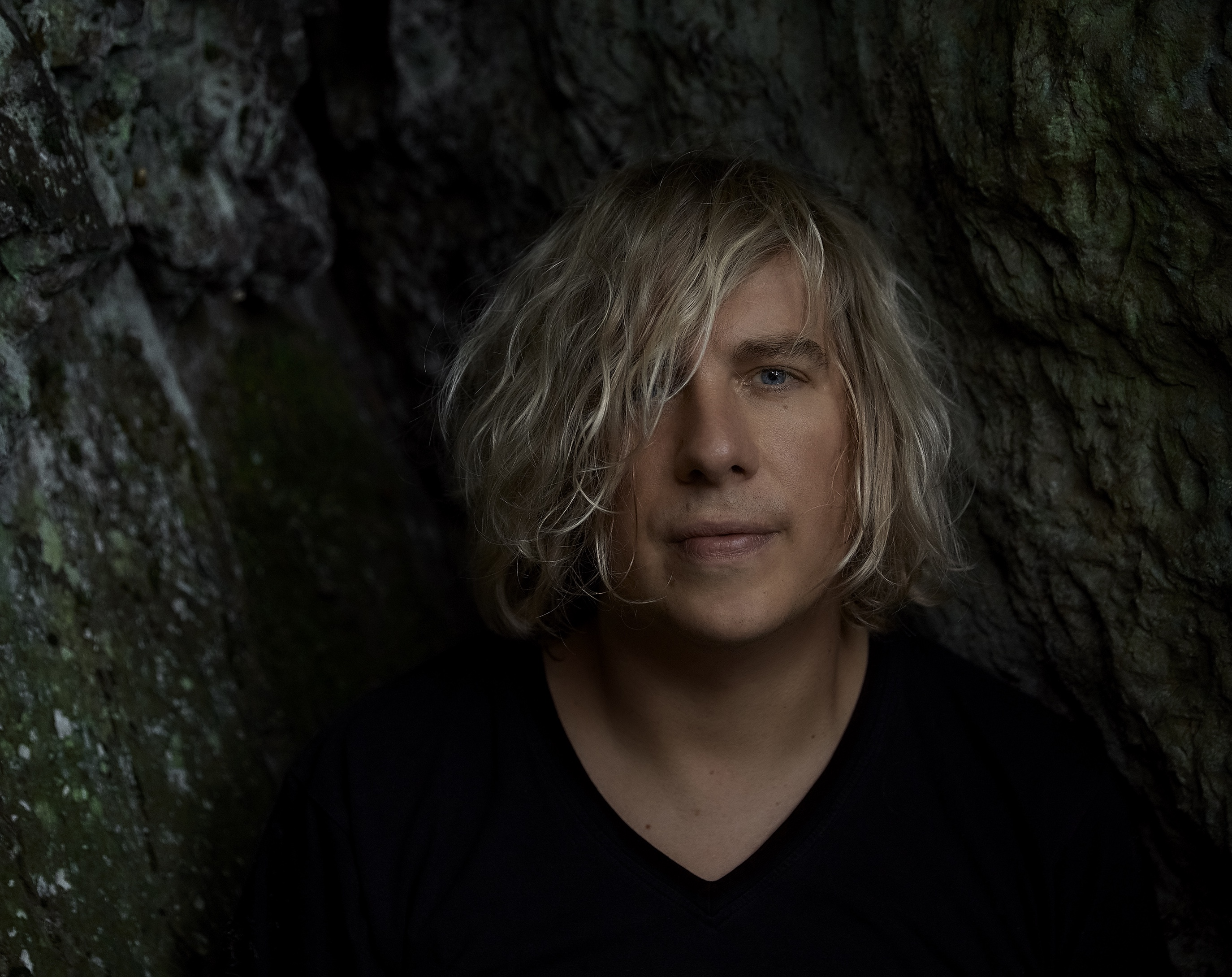
Dominik Eulberg (2019)

Dominik Eulberg (* 13. September 1978 im Westerwald) ist ein deutscher DJ und Produzent im Bereich Minimal Techno. Er hat Ökologie mit Schwerpunkt Naturschutz studiert und setzt bei seinen Kompositionen auch Naturgeräusche wie Vogelstimmen ein.

## Leben
Am Anfang seiner Produzententätigkeit versuchte sich Eulberg mit Schranz und wechselte später zu Minimal. Sein erster größerer Erfolg war die Maxi „Der Hecht im Karpfenteich“ auf Riley Reinholds Label Traum Schallplatten. Mit wenigen Releases wurde Eulberg schnell in der Techno-Szene bekannt. Mit seinem Remix von Roman Flügels Stück „Geht's noch?“ auf dem Väth-Label Cocoon Recordings gelang ihm der Durchbruch. Im April 2007 erschien das dritte Studioalbum „Heimische Gefilde“. In Zusammenarbeit mit Arne Schaffhausen vom Duo Extrawelt veröffentlichte er am 5. Mai 2014 die EP „…A Little Further“ via Cocoon Recordings.
2017 gründete Dominik Eulberg sein Label Apus apus nach dem Artnamen des Mauerseglers.
Ein Merkmal seiner Musik sind die in den Tracks enthaltenen Tier- und Naturgeräusche. Diese Produktionsweise brachte seiner Musik das Etikett „Öko-Techno“ (Groove) ein.
Eulberg hat nicht nur Ökologie mit dem Schwerpunkt Naturschutz studiert, er ist als Tierbeobachter viel in der Natur unterwegs. Er ist Autor einiger Beiträge in wissenschaftlichen Zeitschriften und hat das Buch „Mikroorgasmen überall“ verfasst, das von Bild der Wissenschaft zum Wissensbuch des Jahres 2021 ernannt wurde. In Kooperation mit dem bildenden Künstler Matthias Garff erschien 2023 im Eichborn Verlag "Tönende Tiere", in dem digital erfasste und modifizierte Tierstimmen zusammen mit attraktiven Tierskulpturen unterhaltsam auf die Lebewesen um uns herum aufmerksam machen.
Zudem hat er Projekte für die Hochschule für Gestaltung Offenbach am Main durchgeführt und entwickelt gemeinsam mit Naturschutzverbänden und dem Chaos Computer Club Installationen, bei denen die Ultraschallrufe von Fledermäusen auf hörbare Frequenzen transformiert und von Eulberg gesampelt werden.

## Auszeichnungen
Die Leser des Musikmagazins Groove wählten Eulberg zum Newcomer des Jahres 2004 und zum drittbesten Produzenten des Jahres 2004. Im selben Jahr wurde er bei den Dance Music Awards für den Preis des Besten Produzent und des Besten Remix nominiert. 2005 wählten ihn die Leser der Groove zum Produzenten des Jahres und gleichzeitig zum drittbesten deutschen DJ.

## Diskographie (Auszug)

### Alben
- 2004: Flora & Fauna (Traum Schallplatten)
- 2005: Kreucht & Fleucht Doppel-Mix-CD (Mischwald)
- 2007: Bionik (Cocoon Recordings)
- 2007: Heimische Gefilde (Traum Schallplatten)
- 2011: Diorama (Traum Schallplatten)
- 2019: Mannigfaltig (!K7 Records)
- 2022: Avichrom (!K7 Records)

### Singles und EPs
- 2003: Der Hecht im Karpfenteich (Traum Schallplatten)
- 2004: Die Rotbauchunken vom Tegernsee (Traum Schallplatten)
- 2004: Ibsy Illitron (Sniper)
- 2004: Mabuse (mit Wolfgang Thums) (Ware)
- 2004: Tigerkralle (Sniper)
- 2004: Untitled (Trapez)
- 2005: Die Wildschweinsuhle (Raum…musik)
- 2005: Gasthof „Zum Satten Bass“ (Trapez)
- 2006: Harzer Roller (Traum Schallplatten)
- 2006: Der Buchdrucker (Traum Schallplatten)
- 2006: Bionik (Cocoon Recordings)
- 2007: Kirschplunder & Jasmin Tee Bei Gabriel (Split-EP mit Gabriel Ananda (Traum Schallplatten))
- 2007: Limikolen (Traum Schallplatten)
- 2008: Herbarium (Traum Schallplatten)
- 2009: Perlmutt (Traum Schallplatten)
- 2009: Sensorika (Traum Schallplatten)
- 2010: Daten-Übertragungs-Küsschen Remixes (Traum Schallplatten)
- 2011: Diorama Remixes Pt. 1 (Traum Schallplatten)
- 2011: Diorama Remixes Pt. 2 (Traum Schallplatten)
- 2012: Ein Stückchen Urstoff (Traum Schallplatten)
- 2013: The Space Between Us (mit Gabriel Ananda) (Traum Schallplatten)
- 2013: Chiroptera (Traum Schallplatten)
- 2013: Backslash (Herzblut Recordings)
- 2015: Spülsaum (Traum Schallplatten)
- 2016: Falkenauge, Katzengold & Taubenblut (Traum Schallplatten)
- 2017: Bienenfresser & Blauracke (Apus apus)
- 2018: Roter Gitterling & Tintenfischpilz (Apus apus)
- 2018: Abendpfauenauge & Oleanderschwärmer (Apus apus)

## Schriften
- Dominik Eulberg: Mikroorgasmen überall: Von der Raffinesse und Mannigfaltigkeit der Natur vor unserer Haustür. Eichborn Verlag, 2021 ISBN 978-3-8479-0065-8
- Dominik Eulberg, Matthias Garff: Tönende Tiere: Die Musik heimischer Stimmwunder. Eichborn Verlag, 2023 ISBN 978-3-8479-0106-8